# Mitraizem
Mitraizem je vera, ki je temeljila na cikličnem menjavanju življenja in smrti, na boju med dobrim in zlom ter na moči odrešenjske daritve. Izvira iz prastarih verovanj Perzije in predstavlja vmesni člen na poti iz politeizma k monoteizmu. Mitraizem se je v svojem razvoju oplajal z vplivi gnosticizma in krščanstva ter nanju tudi sam vplival. Ob podpori posameznih cesarjev so ga z bližnjega vzhoda po rimski državi razširili trgovci, vojaki in uradniki.
Ime Mitra (latinsko oz. grško "Μίθρας«), je ime starega Perzijskega boga. Je zgodnji primer grške oblike imena iz 4. st.pr.n.št. iz prevoda življenepisa perzijskega kralja Kira Velikega. Podobna imena poznajo tudi v drugih jezikih. V sanskrtu "Mitra" (मित्रः) pomeni pomeni "prijatelj" ali "prijateljstvo". Obliko besede mi-to-ra, so našli zapisano v mirovni pogodbi med Hetiti in Kraljevino Mitani iz leta 1400 pred našim štetjem. V iranščini "Mithra" in sanskrtu "Mitra" naj bi izhajala iz indo-iranske besede Mitra, kar pomeni "pogodba, sporazum, pakt".

## Zgodovinski razvoj
Prvotna perzijska religija iz katere naj bi izhajal mitraizem, se je imenovala mazdaizem.  Vrhovni bog Ahura Mazda je predstavljal vse pozitivno, Ahriman pa vse negativno. Boj sta bila tako na zemlji kot na nebu. Mazdaizem pozna tudi druge bogove in božanstva, med katerimi je tudi bog sonca, Mitra. Mitraizem v rimski obliki je znan že iz 1. st.n.št., močno pa se je razširil po letu 140. Centri so bili v Ostiji, Rimu in Kapui, v vojaških taborih ob obrambnih limesih. S prenosom perzijske religije v rimski svet je Mitra postal najvišji bog, z njim pa so prenesli tudi mite o nastanku sveta, rojstvu boga iz skale, o izviru vode iz skale in žrtvovanju bika.
V drugi polovici 2. stol. in v 3. stol. je verovanje doseglo največji razmah in ob podpori cesarjev skorajda postalo državna vera. V pozabo je začelo toniti po l. 313, ko je cesar Konstantin priznal krščanstvo. Ob koncu 4. stol. je bilo skupaj z drugimi starimi nekrščanskimi verstvi prepovedano, svetišča pa in najpozneje tedaj načrtno uničena. O verovanju pričajo le ohranjeni spomeniki; pisni viri so redki, saj posvečenci o njem niso pisali.
Obredi, prežeti z mistiko, so se odvijali v zaprtih skupinah izključno moških posvečencev. Vrhunec so dosegli v času zimskega sončnega obrata, ko se je praznovalo rojstvo Mitre in s tem povezano ponovno rojstvo Sonca. Svetišča Mitre so bila praviloma pod zemljo in brez oken. V mestih so bila lahko v kleteh, sicer pa v naravnih jamah. V bližini naj bi bila tudi voda, ki so jo potrebovali pri obredih. Poleg glavne dvorane naj bi bili tudi drugi prostori (za pripravo hrane, garderobe, za skladiščenje,...). Svetišča so si bila povsod po imperiju zelo podobna. Mozaik v mitreju Felicissimus v Ostii prikazuje stopnje iniciacije s heraldičnimi simboli, ki so povezani s simboli planetov. Ocenjujejo, da je napis poleg njih ponazoril vsako stopnjo z zaščitnikom različnih planetarnih bogov. Te stopnje od najnižje do najvišje so bile:
| Stopnja                                    | simbol | planet/zaščitnik |
| ------------------------------------------ | --- | ---------------- |
| Corax, Corux ali Corvex (krokar ali vrana) | čaša, simbol boga | Merkur           |
| Nymphus, Nymphobus (ženin)                 | svetilka, zvonec, tančica, krona                                                                                     | Venera           |
| Miles (vojak)                              | torbica, čelada, veriga, boben, pas, oklep                                                                           | Mars             |
| Leo (Lev)                                  | batillum, sistrum (glasbilo), lovorov venec, ognjena krogla                                                          | Jupiter          |
| Perses (Perzijec)                          | bodalo, frigijska kapa, lunin krajec in zvezde, cula                                                                 | Luna             |
| Heliodromus (sončni sel)                   | svetilka, slika Sončnega boga, bič, obleka                                                                           | Sonce            |
| Pater (svečenik, Oče)                      | kelih, Mitra, škofovska palica, granatni ali rubinast prstan, mašna obleka okrašena z dragulji in kovinskimi okraski | Saturn           |

Za prestop v določen višji razred je bilo potrebno opraviti določene preizkušnje. Na koncu se je nov član rokoval s Patrom. V starem Iranu je bilo rokovanje z desno roko tradicionalni način za sklenitev pogodbe ali pa je pomenilo slovesno zaprisego med obema stranema. Obred iniciacije je prikazan na skodelici, ki so jo našli v Mainzu v Nemčiji.

## Mitraizem v Sloveniji
V Sloveniji so mitreji ohranjeni na Rožancu pri Črnomlju in Ptuju, kjer so našli ostanke petih mitrejev. Po podatkih sodeč so bili še v Modriču pri Oplotnici na Pohorju, v Rušah pri Mariboru, Zgornji Pohanci pri Krškem in tudi v Mitrovi jami ob državni meji blizu Škoﬁj. Reliefi z upodobitvijo boga Mitre, razširjeni po rimskem imperiju, so bili oblikovno zelo enotni.

## Mitreji na Ptuju
V začetnem obdobju so morali mitreji stati zunaj mestnih meja. Tako najdemo I., II. in V. v današnji Hajdini pri Ptuju, šele v sredini 3. stoletja so jih lahko postavili tudi v mesto. Kasnejših zapisov o mitrejih ni, zadnji na Vzhodu znani je iz leta 389, ko se je že začela prevlada krščanstva.
I. mitrej so na Ptuju odkrili konec 19. stoletja. Datiran je v leto 157. Graški profesor dr. Wilhelm Gurlitt je začel raziskovati 1898 leta. Ostanki so bili dobro ohranjeni in so razstavljeni in situ, kjer je bila zaščitna stavba zgrajena jeseni 1899 leta. Sedanja stavba je iz leta 1910, obnovljena pa 1999 leta.
Izkopavanja so se nadaljevala in samo 20 m stran je dr. Gurlitt našel II. mitrej. Izkopanine so razstavili v lapidariju muzeja prof. Franza Ferka.
Leta 1913 so na severnem delu Leskovškove njive našli  III. mitrej. Izkopavanje je nadzoroval avstrijski arheološki inštitut na čelu z dr. Mihovilom Abramovićem in Viktorjem Skrabarjem. Zaščitna zgradba je bila narejena leta 1914, tik pred 1. svetovno vojno.
Naslednje veliko odkritje je bilo 1957 leta. Dr. Ivan Curk je na ovinku grajskega hriba, na današnjem Muzejskem trgu 1, izkopal ostanke IV. mitreja iz 3. stoletja. Našli so marmorne plošče položene v obliki tlaka, na eni je bil relief s predstavo Sola. Plošča je shranjena v lapidariju Pokrajinskega muzeja na Ptuju. Spomenike je odkrila Zorka Šubic leta 1965.
Leta 1987 je ostanke V. mitreja izkopal Ivan Tušek v bližini današnjega dijaškega doma. Prav tako so shranjeni v lapidariju Pokrajinskega muzeja na Ptuju.

## Mitrej na Rožancu
Glavni članek: Antični mitrej, Rožanec.
Mitrej na Rožancu je primer klasične upodobitve Mitrovega darovanja, ko Mitra, klečeč na bikovem hrbtu, ubija mogočno žival.
Po legendi je Mitri, rojenemu iz skale, krokar prinesel stvarnikov nasvet, naj za odrešitev življenja na zemlji ujame in daruje belega bika. Ko je to storil, je iz razlite bikove krvi nastalo rastlinstvo, iz njegovega semena pa živalstvo. K umirajočemu biku se vzpenjajo njegov spremljevalec pes ter kača in škorpijon. Slednja želita kot poosebitvi sil zla uničiti porajajoče se življenje na zemlji. Prizor žrtvovanja spremljajo poosebitvi sonca in lune, simbola svetlobe in teme, ter svečenika Cautopates in Cautes.
Izjemen ambient mitreja pri Rožancu v gozdiču Judovje nad vasjo še bolj poudarja mistiko kulta. Relief je bil vklesan v steno opuščenega antičnega kamnoloma ob koncu 2. stoletja. Arheološko izkopavanje je pokazalo, da je bil originalni antični nivo prostora ob reliefu 75 cm nižji, ostanki kurišča pa pričajo, da so pri nekaterih obredih uporabljali tudi ogenj.
Spomenik v zadnjih desetletjih zaradi kislega dežja, mahov in lišajev hitro propada. O tem nas lahko prepriča primerjava s kopijo iz 1953, shranjena v Belokranjskem muzeju v Metliki.